# コゴメスゲ
コゴメスゲ C. brunnea はカヤツリグサ科スゲ属の植物の1つ。ナキリスゲに似て穂がやや細い。コゴメナキリスゲとも言う。

## 特徴
まとまった株を作る多年生草本。匍匐茎は出さず、多数の葉が密集して出る株になる。花茎は高さ40-80cmになるがあまり立ち上がることはなく、先端が大きく垂れる。葉は花茎の長さには達せず、葉幅は2-4mmで鮮緑色をしており、葉質は硬くて縁がざらつく。基部の鞘は濃い褐色になっており、繊維状に細かく裂ける。
花期は9-10月。花茎は長く伸びて先端がたれ、表面は滑らかか多少ざらつく。花序の形としては、小穂は花茎の先端近くの節から出るが、それぞれに節から2-6個ずつ出る。どの小穂も基本的には同型で雄雌性、つまり先端にわずかに雄花が並び、そこから下には雌花が並んでいる。苞は鞘があり、葉身は葉状のものから刺状のものまである。小穂は狭い柱形で長さ1-2.5cm、柄がある。雄花鱗片は卵形で先端が鋭く尖り、褐色を帯びる。雌花鱗片は狭い卵形で褐色を帯び、先端が鋭く尖る。果胞は長さ2.5-3mmで雌花鱗片より長く、しかしさほど長さには差がなくて普通は果胞の肩の高さまであって果胞の背面をほぼ覆う。果胞の形は楕円形で稜の間に太い脈があり、伏した短い毛がある。先端は2つの歯状突起になる。痩果は果胞に密に包まれており、楕円形で長さ1.5mm。
和名はコゴメナキリスゲも用いられる。意味としては小米スゲであり、果胞を小米に見立てたものであり、ナキリスゲより果胞が小さいことに基づく。

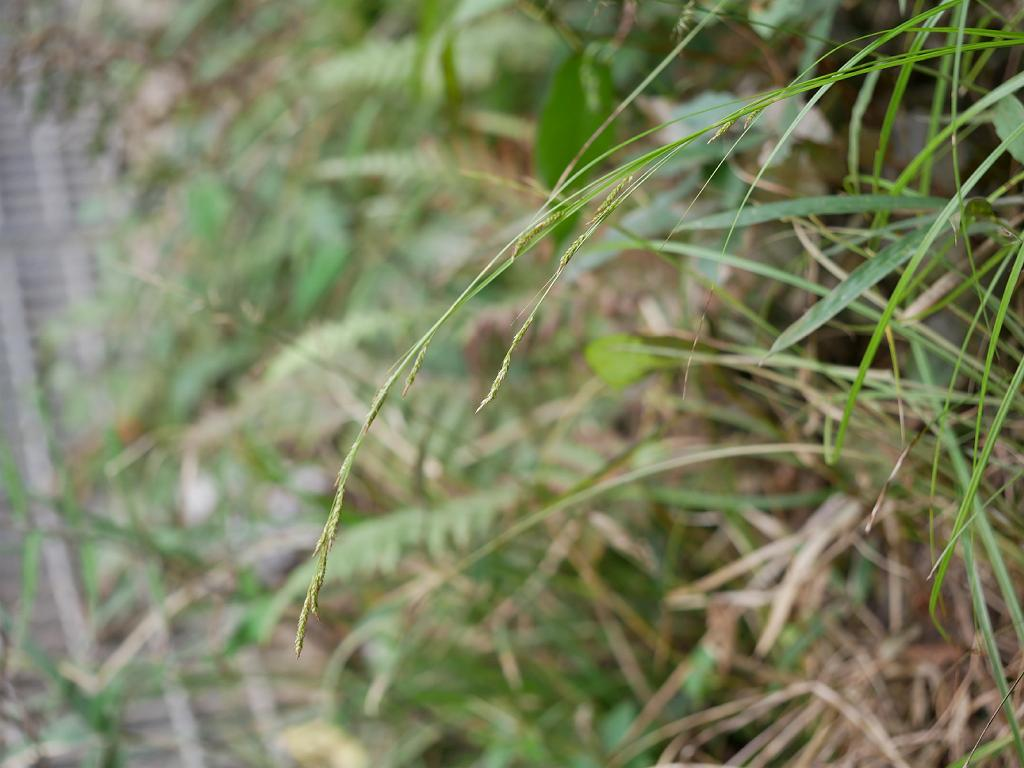
花穂の様子
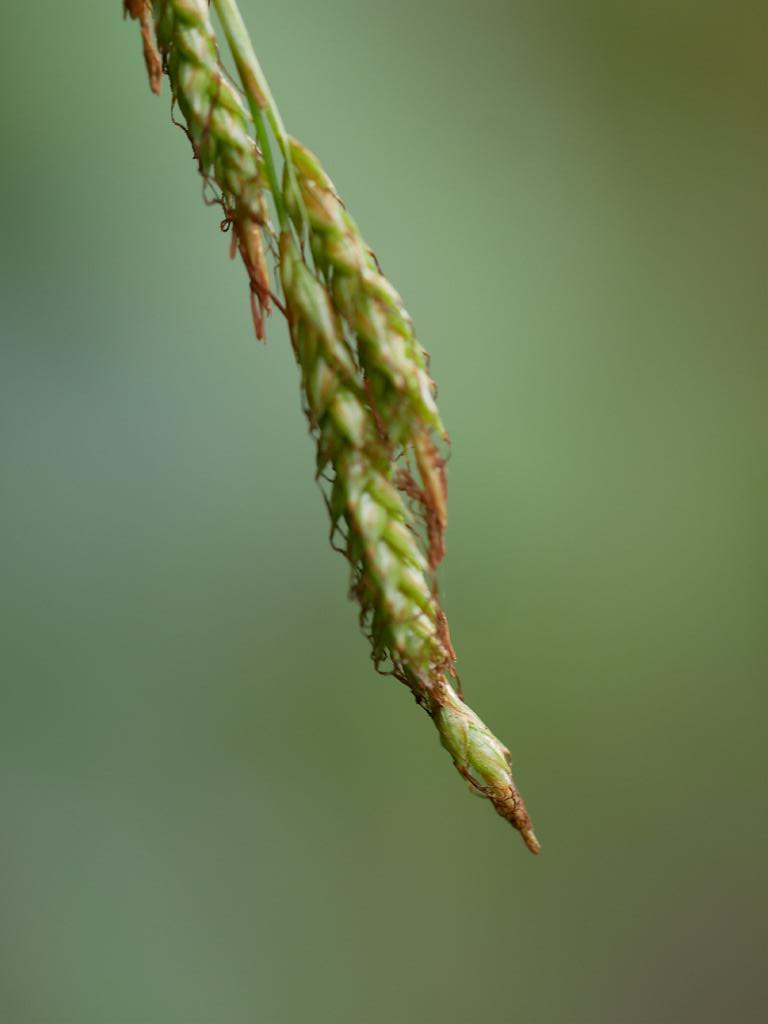
小穂の束
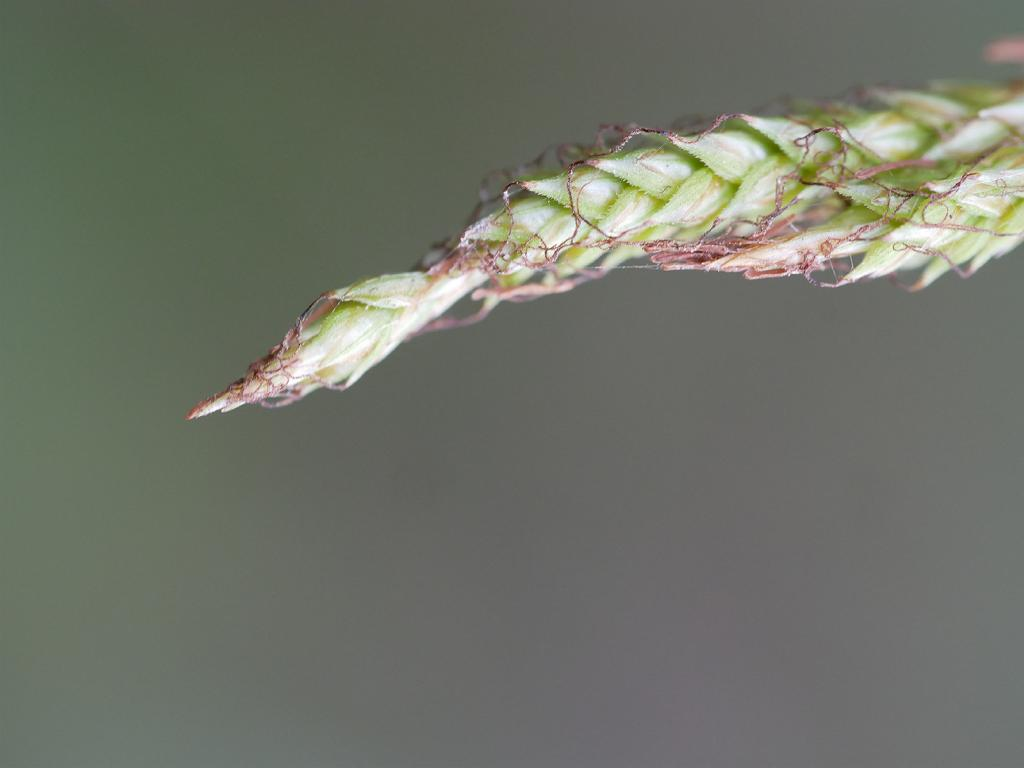
その拡大

## 分布と生育環境
日本では本州の関東地方以西、四国、九州、対馬、伊豆諸島、南西諸島、小笠原諸島に知られ、国外では台湾から中国南部、東南アジアまで分布する。
平地から低山の森林の林下や草地などに出る。海岸近くの疎林に生える。

## 類似種など
本種は小穂が雄雌性で花茎の節から複数出ること、柱頭が2裂であること、秋に開花結実することなどからナキリスゲ節 Sect. Graciles にまとめられる。この節のものは日本に11種ほどがあり、いずれもよく似たものである。ただし小笠原諸島の固有種や琉球列島のごく一部に固有の種が計4種あり、またジングウスゲ C. sacrosancta、キシュウナキリスゲ C. nachiana は本種と分布域が重なるものの、実際の生息地は限られており、希なものである。他にフサナキリスゲ C. teinogyna は渓流沿いにのみ見られ、センダイスゲ C. sendaica は匍匐枝があること、オオナキリスゲ C. autumnanalis はこの節では例外的に頂小穂が雄性であることで比較的容易に判断が出来る。
その点、ナキリスゲ C. lenta は本州の関東以西、四国、九州に伊豆諸島と南西諸島ではトカラ列島まで分布し、また低山帯までの林地や林縁に出現する普通種であり、つまり本種とその生育環境や分布がほぼ一致する。形態的にも大きさも両者同程度で、特徴としても目立った違いが少なく、判別の難しいものとなっている。果胞は本種の方がやや小さいが、ナキリスゲは2.8-3.5mm、本種は2.5-3mmとその幅は重なっており、明確に区別できるとは言い得ない。勝山(2015)では節の検索表で両者の分かれ目が果胞が『太い脈があって密毛』か『細い脈があって無毛または微毛』で判断することとなっており、両種は共に有毛であるため、これでは初心者には区別が付かない。実際にはナキリスゲの果胞は拡大して見ると実にもしゃもしゃと毛が生えており、本種のまばらに短いのがあるのとはかなりはっきり異なる。これは比較すれば明かだし、一度両者を見ていれば判断に困らない程度の差がある。つまりルーペがあればこの両者はすぐに判別できる。しかし肉眼では不思議なほどにその点が見て取れない。ただしそれら細部の違いの結果として本種の小穂の幅が2-2.5mmであるのに対してナキリスゲは3-3.5mmとかなり太く、また葉の色が本種の方がより明るい色であることもあって、慣れると遠目でもほぼ判別できる。しかしそれをもって同定可能とは考えない方がいい。
ちなみにトカラより南の南西諸島ではナキリスゲが分布しないため、普通に見られるのは本種のみであり、この点では楽である。この地域にはアマミナキリスゲ C. tabatae とオキナワヒメナキリ C. tamakiiがあるが、いずれも限られた山間部のみに見られるものである。

## 利害

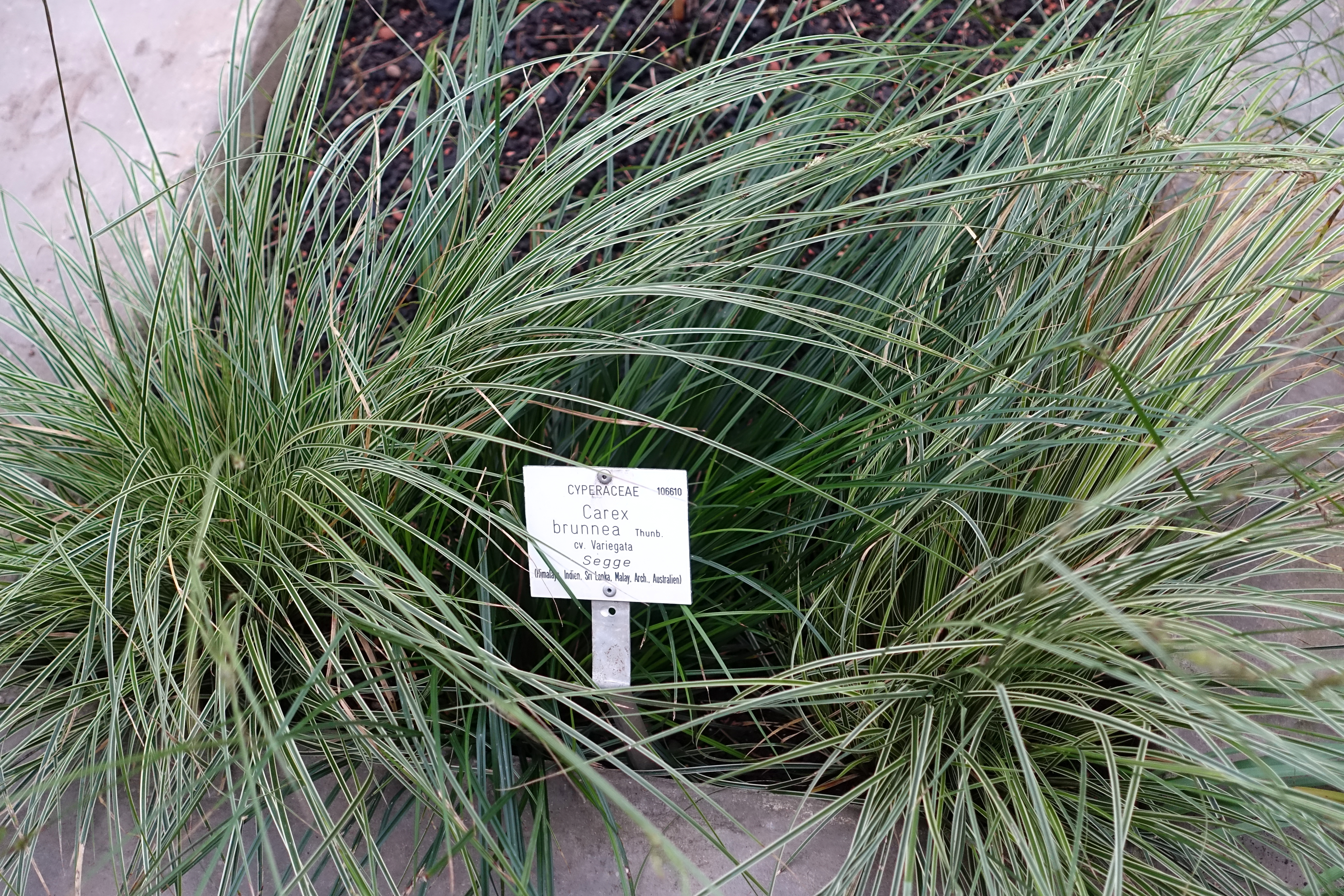
斑入り品

一部で斑入り品が栽培される。ネット上ではその販売が確認できる。観賞用に栽培されるスゲ属と言えばオオシマカンスゲ C. oshimensis の斑入りがよく知られるが、本種のそれはより葉が細く、繊細で優しげな雰囲気があるという。